# NGC 454-2
NGC 454-2 (również PGC 4468) – galaktyka Seyferta typu 2 znajdująca się w gwiazdozbiorze Feniksa. Została odkryta 5 października 1834 roku przez Johna Herschela. Galaktyka ta znajduje się w trakcie kolizji z NGC 454-1 i jest oddalona o 164 miliony lat świetlnych od Ziemi.